# TLC (album)
TLC è il quinto ed eponimo album in studio del gruppo musicale statunitense TLC, pubblicato nel 2017.

## Tracce
- Versione Standard

1. No Introduction – 3:02 (Candace Wakefield, Elvis Brown, Arnoy Watkins)
2. Way Back (featuring Snoop Dogg) – 3:46 (Tionne "T-Boz" Watkins, James Abrahart, C. Broadus)
3. It's Sunny – 3:23 (Bobby Hebb, Albert McKay, Maurice White, Alta Willis, Tionne "T-Boz" Watkins, Rose Gold)
4. Haters – 2:40 (Michael Busbee, Daniel Ullman, Bryan Jarett, Maureen McDonald)
5. Perfect Girls – 3:05 (Tionne "T-Boz" Watkins, Raylene S. Arreguin, Candace Wakefield)
6. Interlude – 1:11
7. Start a Fire – 4:02 (Tionne "T-Boz" Watkins, Gabrielle Nowee, Candace Wakefield)
8. American Gold – 3:38 (Tionne "T-Boz" Watkins, Candace Wakefield, Gabrielle Nowee)
9. Scandalous – 3:32 (Tommy Doyle)
10. Aye Muthafucka – 3:16 (Tionne "T-Boz" Watkins, Marqueze Etheridge, Gabrielle Nowee)
11. Joy Ride – 4:18 (Rebekah Muhammad)
12. Way Back (featuring Snoop Dogg) (extended version) – 4:26 (Tionne "T-Boz" Watkins, James Abrahart, D'Mile, C. Broadus)

- Tracce bonus - Edizione Deluxe

1. No Scrubs (Remastered version) – 3:32 (Kandi Burruss, Tameka Cottle, Kevin "She'kspere" Briggs, Lisa "Left Eye" Lopes)
2. Creep (Remastered version) (Dallas Austin)
3. Unpretty (Remastered version) – 4:38 (Austin, Tionne Watkins)
4. Baby-Baby-Baby (Remastered version) – 4:58 (Antonio "L.A." Reid, Kenneth "Babyface" Edmonds, Daryl Simmons)
5. Diggin' on You (Remastered version) – 4:09 (Edmonds)